# Alicja Boratyn
Alicja Julia Boratyn (ur. 27 listopada 1992 w Łodzi) – polska piosenkarka i autorka tekstów. W latach 2005–2006 wokalistka młodzieżowego zespołu popowego Blog 27. W 2007 wydała solowy album pt. Higher. Wokalistka zespołów: Wicked Giant, New People i Ala Zastary.

## Życiorys
Rozpoczęła karierę muzyczną w 2005 roku, kiedy razem z Tolą Szlagowską założyła duet Blog 27. Zespół osiągnął sukces komercyjny dzięki swojej pierwszej płycie <LOL>, z której pochodziły przeboje: „Uh La La La”, „Hey Boy (Get Your Ass Up)” i „Wid Out Ya”. Zespół cieszył się popularnością także w części Europy i Japonii. Pod koniec 2006 odeszła z zespołu ze względu na różnice pomiędzy nią a Tolą.
Jesienią 2007 wydała debiutancką płytę pt. Higher, utrzymaną w stylistyce pop-rockowej, którą nagrała we współpracy z Jackiem Perkowskim z grupy T.Love. Pierwszym singlem zostało nagranie „Angel”, które cieszyło się popularnością w mediach, choć sam album nie osiągnął sukcesu wydawniczego. W 2008 kolejnymi singlami zostały piosenki „Don't Believe Them” i „The Shadow Lands”. Następnie nagrała pięć utworów na potrzeby serialu Majka emitowanego na antenie TVN, który był polską adaptacją wenezuelskiej telenoweli Juana la virgen. Jeden z nich, „Nie pytaj mnie”, był polskim coverem hiszpańskiej piosenki Jeanette Dimech pt. „Porque te vas” (słowa polskie: Ryszard Kunce, muzyka: José Luis Perales). Do piosenki „SMS” powstał teledysk oparty na scenach z serialu. W 2011 nagranie „Nie pytaj mnie” otrzymało wyróżnienie Cyfrowej Piosenki Roku.
W 2014, po kilku latach przerwy w działalności muzycznej, została wokalistką zespołu Wicked Giant, wykonującego mieszankę popu, grunge i trip hopu. Z grupą wydała EP-kę pt. Wicked Giant w 2016 roku. Rozpoczęła współpracę z zespołem New People, a następnie założyła projekt muzyczny Ala Zastary, razem z Jakubem Sikorą, tworząc materiał z gatunku indie pop. Na początku 2018 roku ukazała się debiutancka płyta New People o tym samym tytule, a w 2020 duet Ala Zastary wydał album pt. Jutro?.

## Dyskografia
- 2005: <LOL> (z zespołem Blog 27)
- 2007: Higher
- 2016: Wicked Giant (EP; z zespołem Wicked Giant)
- 2018: New People (z zespołem New People)
- 2020: Jutro? (z zespołem Ala Zastary)
- 2023: Potwory (z zespołem Ala Zastary)

## Filmografia
- 2010: Majka jako piosenkarka Ala (odc. 85)

## Nagrody i nominacje
- 2008: Nominacja do nagrody w plebiscycie Bravoora w kategorii Artystka Roku
- 2008: Nominacja do nagrody Viva Comet 2008 w kategorii Debiut Roku
- 2008: Nominacja do nagrody Viva Comet 2008 w kategorii Teledysk Roku za teledysk do utworu „Angel”
- 2011: Nagroda ZPAV – Cyfrowa Piosenka Roku w kategorii Piosenka Polska za utwór „Nie pytaj mnie”